# MV Agusta F4 750 Serie Oro
Die F4 750 Serie Oro ist ein Motorrad der Kategorie Superbikes des italienischen Herstellers MV Agusta.
Es ist das erste Modell nach der „Wiedergeburt“ von MV Agusta im Jahr 1997, das als auf 300 Stück limitiertes Sondermodell erstmals auf der Motorradmesse EICMA in Mailand 1997 vorgestellt und 1999 gebaut wurde. Das Design der F4 stammt von Massimo Tamburini, der bereits für Ducati die Ducati 916 konzipiert hat, die in der Geschichte von Ducati als Meilenstein in der neuen Ära nach Fabio Taglioni gilt.
Der Motor leistet als erstes Basismodell der F4-Serie 93 kW/126 PS und 74 Nm. Verantwortlich für die Motorenentwicklung war Andrea Goggi, der in Zusammenarbeit mit Ferrari die konzeptionelle Basis aus den Formel-1-Motoren von 1990 bis 1992 einbrachte, z. B. die radiale Anordnung der vier Ventile pro Zylinder. Ein weiteres Detail ist das Kassettengetriebe. Unter der Verantwortung von Massimo Parenti entstand die Neuentwicklung des Chassis.
Der Motor hängt in einem Gitterrohrrahmen und ist tragendes Element. Das Fahrwerk hat eine speziell für MV Agusta von Showa entwickelte Upside-Down-Gabel mit unkonventionellen Gabelfüßen, einem Sachs-Federbein, einer CNC-gefrästen 6-Kolben- (vorne) und 4-Kolben-Bremsanlage (hinten) von Nissin, Marvic-Magnesiumrädern sowie einer leichten Einarmschwinge aus Magnesium. Weitere Magnesiumteile sind die Rahmenplatten und die untere Gabelbrücke. 
Die Reifendimension vorne: 120/65-ZR 17", hinten: 190/50-ZR 17" oder 180/55-ZR 17".
Alle Lackteile wie die gesamte Verschalung, das Heck, die Airbox sowie der Benzintank sind aus leichtem CFK hergestellt. Durch den Einsatz von Magnesium und CFK konnte das Gewicht auf ein Minimum reduziert werden, was bis heute nur vom Modell F4 Veltro unterboten wurde.   
Dieses exklusive Modell wurde mit Echtheitszertifikat und einer 24-karätigen Goldplakette mit der Seriennummer ausgeliefert. Einige Modelle wurden von Giacomo Agostini signiert. Der offizielle Verkaufspreis betrug 1999 in Deutschland 72.000 DM. 